# كريس هاريس (صحفي)
كريستوفر جيمس هاريس (بالإنجليزية: Christopher James Harris)‏، مواليد 20 يناير 1975 في باكينغهامشير، إنجلترا، المملكة المتحدة، هو صحفي وسائق سيارة سباق ومقدم برامج بريطاني. درس في كلية كليفتون. عمل هاريس كمراجع وكاتب ومحرر في العديد من مجلات السيارات سواء المطبوعة أو الرقمية بما في ذلك إيفو وأوتوكار وجالوبنيك. وقد قدم العديد من المسلسلات التلفزيونية وحلقات اليوتيوب.
من عام 2017 كان هاريس أحد مقدمي برنامج توب جير الثلاثة الرئيسيين، بعد ظهوره بشكل منتظم طوال الموسم الثالث والعشرين في عام 2016. لديه قناة يوتيوب خاصة به، كريس هاريس أون كارز، حيث يقوم هو ونيل كاري بإنتاج وتصوير مراجعات ومحتوى السيارات الخاصة بهم. في 28 يونيو 2016، تم نقل سلسلة حلقات كريس هاريس أون كارز من اليوتيوب إلى موقع توب جير الرسمي وفي يوليو 2016، تم إطلاق كريس هاريس أون كارز على قناة بي بي سي أمريكا.

## الصحافة
بدأ هاريس مسيرته المهنية في صناعة السيارات في مجلة أوتوكار، أدى العديد من مهام العمل التي يصفها هو نفسه «تنظيف منافض السجائر». تمت ترقيته إلى منصب محرر اختبارات طريق رسمي ضمن المجلة واكتسب شهرة ومصداقية كصحفي من خلال كتابة العديد من مراجعات السيارات، فضلاً عن عمود رأي منتظم. في مجلة أوتوكار، حصل هاريس على لقب «مونكي». في عام 2008 غادر هاريس مجلة أوتوكار للمشاركة في تأسيس منصة رقمية جديدة على شبكة الإنترنت تسمى درايفرز ريبوبليك وبعد مرور عام توقفت المؤسسة عن العمل. وفي بيان لها أوضحت أن الإنهاء المفاجئ كان بسبب «الاختلافات في رؤيتنا حول الأولويات المستقبلية». بعد الإغلاق مباشرة، انضم هاريس إلى مجلة إيفو ككاتب ومراجع، ونشر مقالته الأولى فيها في 12 أكتوبر 2009.

## التلفاز
في فبراير 2016 انضم هاريس رسميًا إلى فريق توب جير الجديد. خدم هاريس مقدمًا ثانويا للبرنامج التلفزيوني في عام 2016، لكنه تمت ترقيته إلى مقدم رئيسي بعد استقالة كريس إيفانز. من الموسم الرابع والعشرين قدم البرنامج إلى جانب المقدمين مات لابلان وروري ريد. اعتبارا من الموسم السابع والعشرين يقدم البرنامج إلى جانب فريدي فلينتوف وبادي ماكوينيس.

## سباق السيارات

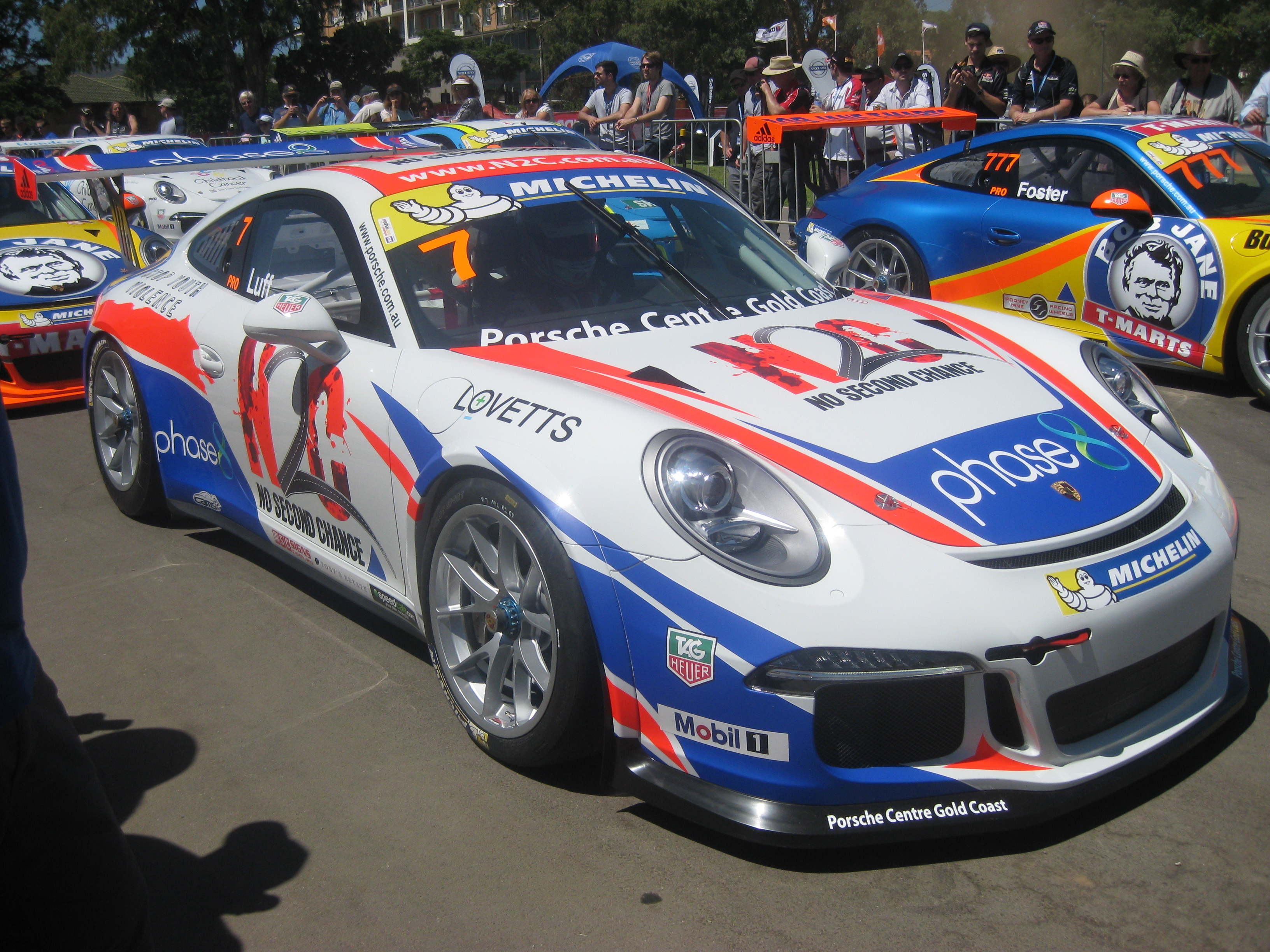
سيارة بورش 911 كاريرا، على غرار سيارة بورش 911 كاريرا التي قادها كريس هاريس.

كان لهاريس مشاركة واسعة في سباق السيارات. فاز بأول سباق له في الفورمولا بسيارة أودي في عام 2000. ومن سيارات السباق التي قادها بورش 911 كاب، ورينو سبورت آر إس 01، وأستون مارتن فانتاج جي تي 12، وفان ديمن إف 1600، وروفر إس 1، وجاكوار إي-تايب. كما شارك في سباقات التحمل مثل نوربورغينغ 24 ساعة في عام 2010 وعام 2015. كان في فريق غليكنهاوس لعام 2016، لكن سيارته تحطمت خلال التدريب. غالبًا ما يصنع هاريس مقاطع فيديو حول السباقات التي يحاول أن يقوم بها: أحيانًا يقوم بتدريس تقنيات السباق الأساسية وأحيانًا أخرى يشارك تجاربه.
غالبًا ما يناقش هاريس مصطلحات السباقات الفنية في مقاطع الفيديو التي لا تركز على السباقات. يؤكد هاريس أيضًا على أهمية القيادة وسلامة السباقات في العديد من مقاطع الفيديو الخاصة به، خاصةً عند تدريس بعض التقنيات.

## الاستحواذ والتمويل

### الاستحواذ أو امتلاك السيارات
بينما يمتلك كريس هاريس العديد من السيارات الغريبة، مثل فيراري إف إف، فإن معظم سياراته يتم تقديمها له من قبل الشركات المصنعة. غالبًا ما يعطي المصنِّعون سيارات للصحفيين للدعاية، على أمل أن يعطي المراجع السيارة ذات الماركة الجديدة تقييماً إيجابياً وبالتالي يعزز مبيعات السيارة. يستقبل هاريس العديد من السيارات الصحفية لغرض الدعاية، أحيانًا لفترات طويلة من الزمن. امتلك هاريس سيارات لمدة تصل إلى ستة أشهر، مثل أودي آر إس 6. غالبًا ما يتميز هاريس بأنه عاطفي وكوميدي في مراجعاته للسيارات الصحفية قائلاً في مراجعة لسيارة أودي آر إس 6؛ «الحياة غير مكتملة بدونك».

### التمويل
في بداية حياته المهنية دفعت له مجلات مثل أوتوكار وإيفو مقابل كتابته كصحفي. مع تقدم حياته المهنية، بدأ هاريس يمول نفسه. خلال إنتاج كريس هاريس أون كارز على اليوتيوب، اعتمد جزئيًا على التمويل من مختلف العلامات التجارية ومن خلال إيرادات الإعلانات على يوتيوب. بمرور الوقت، تحولت قناته جزئيًا ألى قناة اشتراك مدفوعة. في سلسلة إنتاجه الحالية كريس هاريس أون كارز، يمول هاريس نفسه وزميله المصور والمحرر نيل كاري. في بعض الأحيان، ينشر هاريس مقاطع فيديو تعرض محتوى مدعومًا من علامات تجارية مثل بيريللي. كما يتلقى تمويلا عن مسلسله التلفزيوني العادي درايف.

## روابط خارجية
- كريس هاريس على موقع IMDb (الإنجليزية)
- كريس هاريس على موقع قاعدة بيانات الفيلم (الإنجليزية)
- كريس هاريس على موقع DriverDB.com (الإنجليزية)